# 부평세림병원
부평세림병원(BUPYEONG SERIM HOSPITAL)은 인천광역시 부평구에 있는 종합병원이다.

## 역사
- 1983년 5월 의료법인 부평안병원 개원
- 1991년 5월 지역응급의료기관 지정
- 1998년 2월 신관 준공 (지하 1층, 지상 5층, 건평 2442m2)
- 2001년 3월 부평세림병원으로 명칭 변경